# Gare de Dingé
Gare de Dingé – przystanek kolejowy w Dingé, w departamencie Ille-et-Vilaine, w regionie Bretania, we Francji. Jest zarządzany przez SNCF (budynek dworca) i przez RFF (infrastruktura). 
Przystanek jest obsługiwany przez pociągi TER Bretagne. 

## Położenie
Znajduje się na linii Rennes – Saint-Malo, w km 406,854, na wysokości 63 m n.p.m., pomiędzy stacjami Montreuil-sur-Ille i Combourg.

## Linie kolejowe
- Rennes – Saint-Malo